# Филатов, Иван Павлович
Иван Павлович Филатов (18 (30) сентября 1847, с. Ильинское, Пермская губерния, Российская империя — 13 [26] апреля 1913, с. Ильинское, Пермская губерния, Российская империя) — управляющий Уткинским заводом графа Строганова в 1899—1906 годах, управляющий Ильинским округом в 1906—1913 годах, участник уральской экспедиции Д. И. Менделеева в 1899 году.

## Биография
Родился 18 сентября 1847 года на мельнице близ села Ильинское Пермской губернии в семье мельника Павла Филатова, мать занималась чёрной работой. Отец рано скончался, в 1851 году, когда Ивану было 6 лет, четверым братьям было не старше 8 лет. Семье была предоставлена квартира в старом каменном доме, построенного для вдов и служащих на средства Строгановых. В 1853—1858 годах обучался в церковно-приходской школе вместе со старшим братом Яковым на средства Строгановых. В 1858—1862 годах прошёл обучение в Пермском уездном училище на средства Строгановых. Затем успешно окончил Московскую земледельческую школу при Императорском московском обществе сельского хозяйства с отличием в 1865 году.
С сентября 1865 года был командирован в Петербургскую лабораторию Горного департамента для анализа руд и металлов. После служил в Олонецком горном округе, на Билимбаевском, Кувинском заводах. Затем в 1886 году на Добрянском заводе использовал на сырорудных печах способ Хусгавеля.
Служил управляющим Уткинским заводом графа Строганова с 1894 года по март 1906 года.
В июне 1899 года принимал участие в уральской экспедиции Д. И. Менделеева, предоставил материал для книги «Уральская железная промышленность в 1899 году». В отчёте по итогам экспедиции Менделеев отмечал "здравый консерватизм" Филатова в части использования новых технологий в металлургии и горном деле. Менделеев так описывает в труде «Уральская железная промышленность в 1899 году» свой разговор с И.П. Филатовым, на тот момент управляющим Уткинским заводом, Н.А. Туневым, управляющим Билимбаевскими заводом и Б.Э. Бабелем, управляющий Шайтанскими заводами:
"Пока шла распилка дерев в лес к нам подъехали: Бруно Эрнестович Бабель, управляющий Шайтанскими заводами, и А.А. Эгон-Бессер, надзиратель за посессионными лесами этих заводов, с С.П. Вуколовым и К.Н. Егоровым, уже успевшими осмотреть очень интересный Шайтанский завод. Когда же возвратились на усадьбу, приехал ещё Иван Павлович Филатов, управляющий соседним Уткинским заводом графа Строганова, привезший описание этого завода, помещённое в 10-м приложении 2-й части. За чаем от этого собрания просвещеннейших, вдумчивых и опытных местных деятелей я столько наслышался важных и свежих сведений о железном и лесном деле центрального Урала, что это осветило мне разнообразнейшие отношения, тем более что Б. Э. Бабель во многих частях железного дела был новатором, а Н. А. Тунев и И. П. Филатов — не без здравого консерватизма — защищали укоренившиеся порядки. При некоторых разноречиях в частностях все однообразно утверждали, что лес, сколько-либо досмотренный во время роста, даёт здесь в год около полукубической сажени прироста, но при вырубке масс нельзя рассчитывать более как на треть кубика прироста в хвойных и смешанных лесах, потому что пожары, против которых энергически стали бороться, особенно в имениях графа Строганова, убавляют сбор в заметной мере".
Далее был управляющим Ильинским округом в 1906—1913 годах, членом Пермской ученой архивной комиссии в 1902—1913 годах, одновременно с января 1908 года являлся членом Главного управления Пермского нераздельного имения (майората) графа С. А. Строганова. В этот период от имени Строганова Филатов участвовал в переговорах с заводскими рабочими заводов Строганова по вопросу согласования земельных наделов.
Умер 13 апреля 1913 года.
Семья
Жена - Екатерина Федоровна, в девичестве Бушуева, учительница Добрянского народного училища. Имели 8 детей: 5 сыновей и 3 дочери. Сын — Филатов Павел Иванович (7.04.1897, Уткинский завод Красноуфимского уезда —), православный, в 1906—1916 годах проходил обучение в Пермской мужской Императора Александра I Благословенного гимназии. С сентября 1916 года студент медицинского отделения физико-математического факультета Пермского университета. Сыновья: Семен, Александр (18.02.1901 - ), Николай, Владимир. Дочери: Софья, двойняшки Юлия и Анна (24.05.1890 - ). Юлия умерла во младенчестве. 

## Награды и чины
За свои достижения был неоднократно награждён:
- потомственный почётный гражданин;
- 1899 — годовой оклад от графа Строгановых «за образцовое управление заводом».

## Публикации
- Филатов И. П. Приложение 10. Сведения об Уткинском чугунно-плавильном заводе гр. С. А. Строганова // «Уральская железная промышленность в 1899 году» / ред. Д. И. Менделеев — СПб.: М-во финансов по Деп. торговли и мануфактур, 1900. — 464, 256, 146 с.